# Fallo!
Fallo! (conocida en Hispanoamérica como ¡Hazlo!) es una película de comedia erótica italiana estrenada en 2003, dirigida por Tinto Brass y protagonizada por Sara Cosmi, Massimiliano Caroletti, William De Vito y Maruska Albertazzi. La película consta de seis historias diferentes.

## Historias

### Alibi
Cinzia (Sara Cosmi) celebra su séptimo año de matrimonio con su esposo en Casablanca. El marido hace arreglos para que tenga relaciones sexuales con Ali, un trabajador del hotel. Él le asegura a Cinzia que todo esto ocurrirá de forma natural, lo que hace que tanto el marido como Ali tengan relaciones sexuales con Cinzia.

### Montaggio alternato
Stefania (Silvia Rossi) es la esposa del presentador de noticias de televisión Luigi (Andrea Nobili) que se enfurece cuando descubre que su marido está teniendo una aventura con Erika (Federica Tommasi). Ella se convierte en la amante del director de televisión Bruno (Max Parodi).

### 2 cuori & 1 cappana
La dulce Katarina Alto Adige (Raffaella Ponzo) recibe un generoso salario para encontrarse con la perversa Frau Bertha (Virginia Barrett), una dominatriz alemana y su esclavo en una pequeña casa de huéspedes. El plan fue ideado por su novio, el chef napolitano Cyrus (Stefano Gandolfo) para que puedan abrir su propio restaurante.

### Botte d'allegria
Raffaella (Angela Ferlaino) agasaja a su esposo con historias de sus encuentros sexuales, algunas de los cuales son muy extrañas. Su esposo disfruta esto y la alienta a seguir engañándolo.

### Honni soit qui mal y pense
En el hermoso pueblo de Cap d'Agde, Anna (Maruska Albertazzi) se divierte tranquilamente con la señora Helen (Grazia Morelli) y su esposo, el satírico escocés señor Noel (Antonio Salines).

### Dimme porca che me piaze
La veneciana Rosy (Federica Palmer) está de luna de miel con su esposo en Londres, y está de acuerdo en que se atreva a tener relaciones sexuales en público.